# Svinhults missionshus
Svinhults missionshus är en kyrkobyggnad i Svinhult. Kyrkan tillhör Svinhults missionsförsamling (Svenska Missionsförbundet) som numera är en del av Equmeniakyrkan.
I kyrkan fanns ett harmonium och piano.